# Harold Moss
Harold Moss (Gilmer, 1 de octubre de 1929 – Tacoma, 21 de septiembre de 2020) fue un político y empresario estadounidense, reconocido por haber sido el primer miembro afroamericano del ayuntamiento de Tacoma, Washington, por haber sido el primer alcalde de color de esa misma localidad, cargo que ejerció entre 1994 y 1996, y por su lucha por los derechos civiles de la comunidad afroamericana.
Moss falleció el 21 de septiembre de 2020 a los noventa años en Tacoma.